# La Radio plus
 (juillet 2023).
La Radio Plus est une station de radio franco-suisse appartenant au groupe Espace. Elle est membre du SIRTI et des Indés Radios.

## Histoire
Radio Plus fut créée à Annemasse en 1983 à la suite de la fusion de Radio Evasion, KTFM, Radio Club et Cosmic. En 1989, elle fut rachetée par Radio Thollon pour devenir «Thollon, la Radio Plus », puis plus tard, "La Radio Plus". De son côté, Radio Thollon fut fondée par Michel Decosterd, passionné de musique, collectionneurs de disques, vendeur de Hi-fi et disc-jockey la fin de semaine, avec le soutien de Michel Vivien, promoteur et propriétaire de la station de ski de Thollon
La radio Plus a été créée pour refléter la population locale chablaisienne, bien que l'objectif était de « balayer » le côté Suisse du Lac Léman. Étant reçu correctement sur une grande partie du canton de Vaud en Suisse, elle réalisera rapidement la plupart de ses ressources de la publicité provenant de Suisse.
Elle sera rachetée par Espace Groupe dans les années 2000.
Michel Decosterd, fondateur de cette radio, est décédé le mardi 22 avril 2014.